# City Business Center I
City Business Center I je výšková budova v Bratislavě. Má 25 nadzemních a 3 podzemní podlaží a její výška je 107 metrů. Stojí na Karadžičově ulici a je součástí komplexu City Business Center. Stavba začala v roce 2005 a definitivně byla dokončena v roce 2008.